# Jonas Nordwall
Jonas Frithiof Nordwall, född 5 maj 1873 i Fägre socken, död 30 juni 1955 i Linköping, var en svensk lärare och botaniker.
Jonas Nordwall var son till lantbrukaren och handlaren Anders Nordwall. Han avlade mogenhetsexamen i Skara 1892 och blev filosofie kandidat vid Uppsala universitet 1897. Efter lärarverksamhet från 1899, huvudsakligen i Uppsala, blev han adjunkt vid Uppsala högre allmänna läroverk 1908. Han utnämndes till lektor i biologi och hälsolära samt kemi vid Folkskoleseminariet i Skara 1919, erhöll transport till folkskoleseminariet i Linköping 1933 och avgick 1938. 1915 och 1919 var han tillkallad som sakkunnig i läroverksfrågor. Nordwall företog flera utländska studieresor, bland annat som statsstipendiat till USA 1910. Som författare skrev han en mängd uppsatser i pedagogiska ämnen, bland annat publicerade i Pedagogisk tidskrift, Tidning för Sveriges läroverk och dagspressen. Därutöver utgav han Om växternas näring (1898), Om Sveriges skogar (1902), studiehandledningen Den levande naturen (1906) och Lärobok i kemi (1928).